# Антониу, Теодорос
Тео́дорос Антони́у (греч. Θεόδωρος Αντωνίου; 10 февраля 1935, Афины — 26 декабря 2018, там же) — греческий композитор, дирижёр, скрипач и педагог .

## Биография
Антониу родился в Афинах, Греция. В 1947—1958 годах учился в Афинской консерватории, а в 1956—1961 годах — в Греческой консерватории в Афинах у Манолиса Каломириса и Яниса Папаиоану. Затем продолжил обучение у Гюнтера Биаласа в Мюнхенской Академии и на Международных летних курсах новой музыки у Лигети, Штокхаузена, Берио и Булеза. Далее совершенствовался в нескольких американских университетах, в них же и преподавал. Занимал преподавательские должности в Стэнфордском университете, университете Юты и Филадельфийской музыкальной академии. Применял в своих сочинениях сериальную технику композиции. Писал музыку к спектаклям и фильмам.

## Сочинения
- 2 балета
- звуковое действо для телевидения «Кассандра» (1969)
- концерт для скрипки с оркестром (1965)

## Награды
- 1964 — Премия имени Рихарда Штрауса города Мюнхена
- 1978 — Стипендия Гуггенхайма
- 2000 — Приз имени Димитриса Митропулоса Греческой корпорации телерадиовещания
- 2004 — Премия Гердера